# Erignatha longidentata
Erignatha longidentata is een soort in de taxonomische indeling van de raderdieren (Rotifera). 
Het dier behoort tot het geslacht Erignatha en behoort tot de familie Dicranophoridae. De wetenschappelijke naam van de soort werd voor het eerst geldig gepubliceerd in 2001 door Sørensen.